# Torenia asiatica
Torenia asiatica är en tvåhjärtbladig växtart som beskrevs av Carl von Linné. Torenia asiatica ingår i släktet Torenia och familjen Linderniaceae. Inga underarter finns listade i Catalogue of Life.